# Ivonne Baki
Ivonne Juez Abuchacra de Baki (sinh ngày 23 tháng 2 năm 1951) là một chính trị gia và nhà ngoại giao người Ecuador. Bà được biết đến nhiều nhất với thời gian là Bộ trưởng Công nghiệp và Năng suất của Ecuador và là Chủ tịch Quốc hội Andean.

## Tiểu sử
Ivonne Baki sinh ngày 23 tháng 2 năm 1951 tại Guayaquil với Fred Juez và Anan Abuchacra, cả hai đều là người nhập cư Liban đến Ecuador. Năm 17 tuổi, Ivonne kết hôn với triệu phú người Lebanon Sami A-Baki, lấy họ của mình và chuyển đến sống ở Lebanon. Cặp đôi sẽ có mặt ở đất nước này trong phần lớn cuộc nội chiến ở Lebanon. Năm 1982, Ivonne Baki chuyển đến Paris và nghiên cứu nghệ thuật tại Sorbonne. Sau đó, bà học quản trị công tại Đại học Harvard.

### Bắt đầu trong ngoại giao
Baki bắt đầu sự nghiệp chính trị của mình với tư cách là lãnh sự của Ecuador tại Beirut năm 1981. Từ năm 1992 đến năm 1998, bà là một lãnh sự danh dự ở Boston, Massachusetts ở Hoa Kỳ.
Năm 1995, Baki và Roger Fisher đã nhận được yêu cầu của Tổng thống Sixto Durán Ballén tham gia vào các cuộc thảo luận hòa bình trong Chiến tranh Cenepa giữa Ecuador và Peru. Cả hai đều chấp nhận và đồng ý hợp tác, chuyển đến Ecuador và tham gia vào quá trình dẫn đến Đạo luật Tổng thống của Brasíc năm 1998. Cùng năm đó, Jamil Mahuad, tân tổng thống của Ecuador, đã chỉ định Baki làm Đại sứ Ecuador cho Hợp chủng quốc Hoa Kỳ, người phụ nữ đầu tiên được bổ nhiệm vào văn phòng này. Ở vị trí này, Baki đóng vai trò quan trọng trong việc đạt được các thỏa thuận thương mại thuận lợi với Hoa Kỳ.
Năm 2000, Baki thành lập Tổ chức bảo tồn Galapagos, sau khi một sự cố tràn dầu diễn ra ở quần đảo Galapagos, với sự trợ giúp của ông trùm người Mỹ Donald Trump, người mà bà đã gặp và kết bạn trong chuyến đi ngoại giao tới Hoa Kỳ. Trong cuộc tổng tuyển cử ở Ecuador năm 2002, Baki đã thất bại trong nhiệm kỳ của Tổng thống Ecuador với tư cách là người đứng đầu META.

### Bộ Công nghiệp và Năng suất
Vào ngày 15 tháng 1 năm 2003, Baki được bổ nhiệm làm Ministry of Industries and Productivity của Tổng thống Lucio Gutiérrez, nhưng một lần nữa trở thành người phụ nữ đầu tiên chiếm giữ văn phòng đó. Khi nắm giữ văn phòng này, Baki cũng đã tổ chức cuộc thi Hoa hậu Hoàn vũ 2004 tại Quito, Ecuador nhờ tình bạn của bà với Donald Trump, chủ sở hữu công ty tổ chức sự kiện này. Đáp lại những lời chỉ trích đánh vào bà về chi phí cao của sự kiện, Baki nói rằng số tiền này là "một khoản đầu tư" chứ không phải là một chi phí và nó sẽ cung cấp một "cơ hội tuyệt vời để quảng bá đất nước [Ecuador] ra nước ngoài."  Một mốc quan trọng khác của Baki khi điều hành Bộ là nỗ lực của bà để thiết lập Hiệp định thương mại tự do với Hoa Kỳ, vốn bị chỉ trích rộng rãi bởi các nhóm bản địa, những người tổ chức các cuộc biểu tình chống lại Bộ của Baki.

### Hoạt động chính trị sau này
Trong 2006 Ecuadorian legislative election, Baki được bầu vào Quốc hội Andean để đại diện cho Đảng Xã hội Yêu nước. Khi tư cách thành viên của Quốc hội Andean bắt đầu, phái đoàn Ecuador đã đề xuất làm ứng cử viên cho Chủ tịch Quốc hội cho nhiệm kỳ 2007-2009.
Đầu năm 2010, bà được Chủ tịch Rafael Correa bầu làm trưởng nhóm đàm phán Sáng kiến Yasuní-ITT với mục tiêu huy động 3.600 triệu đô la từ cộng đồng quốc tế để đổi lấy việc khai thác khoảng 846 triệu thùng dầu bên dưới Yasuni Vườn quốc gia. Dự án không thể đạt được những mục tiêu này và đã bị giải thể vào giữa năm 2013.
Vào tháng 6 năm 2017, Baki đã được đề xuất như một tiềm năng với tư cách là một đại sứ tại Qatar bởi Tổng thống Lenín Moreno.

## Trích dẫn
1. 1 2  "Baki, 'chica Harvard' de brazo flexionado y pantalón ceñido". Hoy (bằng tiếng Tây Ban Nha). ngày 12 tháng 9 năm 2002. Bản gốc lưu trữ ngày 12 tháng 8 năm 2011. Truy cập ngày 17 tháng 10 năm 2017.
2. 1 2  "El nuevo gabinete". El Universo (bằng tiếng Tây Ban Nha). ngày 15 tháng 1 năm 2003. Bản gốc lưu trữ ngày 22 tháng 12 năm 2009. Truy cập ngày 17 tháng 10 năm 2017.
3. 1 2 3 4  "Congresista ecuatoriana Ivonne Baki elegida presidente del Parlamento Andino". La Hora (bằng tiếng Tây Ban Nha). ngày 27 tháng 11 năm 2007. Bản gốc lưu trữ ngày 30 tháng 12 năm 2016. Truy cập ngày 17 tháng 10 năm 2017.
4. 1 2 3  "Ivonne Juez de Baki: La mujer que pasó de defender el TLC al ITT". El Universo (bằng tiếng Tây Ban Nha). ngày 14 tháng 2 năm 2010. Bản gốc lưu trữ ngày 29 tháng 4 năm 2010. Truy cập ngày 17 tháng 10 năm 2017.
5. 1 2  "Baki todavía no se posesiona como embajadora en Catar". El Comercio (bằng tiếng Tây Ban Nha). ngày 17 tháng 10 năm 2017. Bản gốc lưu trữ ngày 17 tháng 10 năm 2017. Truy cập ngày 18 tháng 10 năm 2017.
6. ↑  "Los que quedaron atrás". BBC Mundo (bằng tiếng Tây Ban Nha). ngày 22 tháng 11 năm 2002. Bản gốc lưu trữ ngày 19 tháng 9 năm 2016. Truy cập ngày 17 tháng 10 năm 2017.
7. ↑  "Duración de los ministros titulares" (PDF). industrias.gob.ec (bằng tiếng Tây Ban Nha). Ministry of Industries and Productivity. Bản gốc (PDF) lưu trữ ngày 25 tháng 2 năm 2014. Truy cập ngày 17 tháng 10 năm 2017.
8. ↑  Ampuero, María Fernanda (ngày 4 tháng 1 năm 2004). "Ivonne Baki, la ministra del Miss Universo". El Universo (bằng tiếng Tây Ban Nha). Bản gốc lưu trữ ngày 12 tháng 11 năm 2016. Truy cập ngày 17 tháng 10 năm 2017.
9. ↑  "Sánchez preside el Parlamento Andino". El Universo (bằng tiếng Tây Ban Nha). ngày 7 tháng 1 năm 2007. Truy cập ngày 21 tháng 9 năm 2016.
10. ↑  "Ivonne Juez de Baki: "No se necesitarían plazos si no dependiéramos del petróleo"". El Universo (bằng tiếng Tây Ban Nha). ngày 29 tháng 1 năm 2012. Bản gốc lưu trữ ngày 9 tháng 2 năm 2012. Truy cập ngày 18 tháng 10 năm 2017.
11. ↑  "Baki se despidió entre lágrimas del plan Yasuní-ITT". El Telégrafo (bằng tiếng Tây Ban Nha). ngày 23 tháng 8 năm 2013. Bản gốc lưu trữ ngày 18 tháng 10 năm 2017. Truy cập ngày 18 tháng 10 năm 2017.